# Масерано
Масера̀но (на италиански: Masserano; на пиемонтски: Massran, Масъран) е село и община в Северна Италия, провинция Биела, регион Пиемонт. Разположено е на 340 m надморска височина. Населението на общината е 2264 души (към 2010 г.).